# Calocheirus tenerifae
Calocheirus tenerifae är en spindeldjursart som beskrevs av Volker Mahnert 2002. Calocheirus tenerifae ingår i släktet Calocheirus och familjen Olpiidae. Inga underarter finns listade.